# Sergey Kot
Sergey Kot (ros.: Сергей Кот, Siergiej Kot; ur. 7 stycznia 1960) – uzbecki lekkoatleta polskiego pochodzenia  specjalizujący się w pchnięciu kulą i rzucie dyskiem, który w początkowych latach kariery startował w reprezentacji Związku Radzieckiego. 
W 1996 roku jedyny raz w karierze startował w igrzyskach olimpijskich – ostatecznie zajął wówczas 33. miejsce w eliminacjach pchnięcia kulą i nie awansował do finału. Pierwszy sukces odniósł w roku 1978 wygrywając konkurs dyskoboli podczas zawodów przyjaźni. Rok później zdobył srebro mistrzostw Europy juniorów w rzucie dyskiem. W  1993 oraz 1995 roku startował w mistrzostwach świata jednak oba występy zakończył na eliminacjach. Podczas igrzysk azjatyckich w roku 1998 był piąty w pchnięciu kulą i siódmy w rzucie dyskiem. Medalista mistrzostw Azji oraz igrzysk centralnej Azji. Wielokrotnie zdobywał złote medale mistrzostw Uzbekistanu.
Ojciec Oksany. 

## Rekordy życiowe
| Konkurencja              | Wynik | Data             | Miejsce  | Uwagi              |
| ------------------------ | ----- | ---------------- | -------- | ------------------ |
| pchnięcie kulą - stadion | 20,55 | 27 lipca 1986    | Kijów    |                    |
| pchnięcie kulą - hala    | 18,53 | 5 marca 1997     | Taszkent | rekord Uzbekistanu |
| rzut dyskiem             | 60,62 | 19 sierpnia 1988 | Odessa   |                    |